# Foulques de Vendôme
Pour les articles homonymes, voir Foulques.
Foulques de Nevers, dit l'Oison, comte de Vendôme (1028-1032 et 1056-1066), fils de Bodon de Nevers et d'Adèle de Vendôme-Anjou.
En 1028, à la mort de son fils aîné Bouchard II de Vendôme, Adèle de Vendôme-Anjou reprit le comté et en confia la moitié à Foulques l'Oison. Mécontent de n'en avoir que la moitié, il chercha à évincer sa mère qui donna sa part à Geoffroy II Martel. Celui-ci ne tarda pas à s'emparer de la totalité du comté. Ce n'est qu'en 1056 à la demande du roi Henri Ier de France que Geoffroy Martel rendit à Foulques le comté de Vendôme sous sa suzeraineté.
Régulièrement en conflit avec Thibaut III, comte de Blois, et avec l'abbaye de la Trinité, il mourut en 1066.
Il avait épousé Pétronille, fille de Renaud II, seigneur de Château-Gontier et eut :
- Bouchard III le jeune ;
- Euphrosine, mariée à Geoffroy III de Preuilly ;
- Agathe, mariée à Raoul Payen ;
- Geoffroy.

Il meurt le 21 novembre 1066, et est enterré dans la collégiale Saint-Georges de Vendôme